# Джон Нобъл
Джон Нобъл (на английски: John Noble) (роден на 20 август 1948 г.) е австралийски филмов и телевизионен актьор. Най-известен е с ролите си на д-р Уолтър Бишъп в сериала „Експериментът“ и Хенри Париш в сериала „Слийпи Холоу“. Най-известната му филмова роля е тази на Денетор в трилогията „Властелинът на пръстените“ на режисьора Питър Джаксън.